# Promozione Veneto 1983-1984
Nella stagione 1983-1984 la Promozione era sesto livello del calcio italiano (il massimo livello regionale). Qui vi sono le statistiche relative al campionato in Veneto.
Il campionato è strutturato in vari gironi all'italiana su base regionale, gestiti dai Comitati Regionali di competenza. Promozioni alla categoria superiore e retrocessioni in quella inferiore non erano sempre omogenee; erano quantificate all'inizio del campionato dal Comitato Regionale secondo le direttive stabilite dalla Lega Nazionale Dilettanti, ma flessibili, in relazione al numero delle società retrocesse dal Campionato Interregionale e perciò, a seconda delle varie situazioni regionali, la fine del campionato poteva avere degli spareggi sia di promozione che di retrocessione.

## Girone A

### Squadre partecipanti
| Club                         | Città                      |
| ---------------------------- | -------------------------- |
| U.S. Adriese                 | Adria (RO)                 |
| A.C. Alpilatte Zanè          | Zanè (VI)                  |
| U.S. Bagnoli                 | Bagnoli di Sopra (PD)      |
| A.C. Cavarzere               | Cavarzere (VE)             |
| U.S. Euganea Teolo           | Teolo (PD)                 |
| A.S. Illasi Olympia Domiro   | Illasi (VR)                |
| G.S. Officine Bra Valpantena | Quinto di Valpantena (VR)  |
| U.S. Pollo Miglioranza       | Villafranca di Verona (VR) |
| S.S. Scardovari              | Scardovari (RO)            |
| A.C. Schio                   | Schio (VI)                 |
| S.P. Silco Nova Gens         | Noventa Vicentina (VI)     |
| A.C. Tregnago                | Tregnago (VR)              |
| A.C. Trissino                | Trissino (VI)              |
| F.C. Union Clodiasottomarina | Sottomarina (VE)           |
| U.S. Vetreria Romagna Malo   | Malo (VI)                  |
| U.S. Villatora               | Villatora (PD)             |

### Classifica finale
|  | Pos. | Squadra                 | Pt | G  | V  | N  | P  | GF | GS | DR  |
|  | ---- | ----------------------- | -- | -- | -- | -- | -- | -- | -- | --- |
|  | 1.   | Bagnoli                 | 39 | 30 | 16 | 7  | 7  | 42 | 28 | +14 |
|  | 2.   | Cavarzere               | 38 | 30 | 12 | 14 | 4  | 36 | 18 | +18 |
|  | 2.   | Adriese                 | 38 | 30 | 13 | 12 | 5  | 35 | 23 | +12 |
|  | 4.   | Union Clodiasottomarina | 37 | 30 | 11 | 15 | 4  | 37 | 23 | +14 |
|  | 5.   | Trissino                | 36 | 30 | 11 | 14 | 5  | 32 | 22 | +10 |
|  | 5.   | Vetreria Romagna Malo   | 36 | 30 | 11 | 14 | 5  | 27 | 22 | +5  |
|  | 7.   | Schio                   | 34 | 30 | 12 | 10 | 8  | 36 | 24 | +12 |
|  | 8.   | Silco Nova Gens         | 32 | 30 | 13 | 6  | 11 | 29 | 26 | +3  |
|  | 9.   | Pollo Miglioranza       | 29 | 30 | 7  | 15 | 8  | 27 | 30 | -3  |
|  | 10.  | Scardovari              | 28 | 30 | 8  | 12 | 10 | 25 | 23 | +2  |
|  | 10.  | Alpilatte Zanè          | 28 | 30 | 8  | 12 | 10 | 29 | 31 | -2  |
|  | 12.  | Officine Bra Valpantena | 28 | 30 | 8  | 12 | 10 | 29 | 31 | -2  |
|  | 13.  | Tregnago                | 23 | 30 | 6  | 11 | 13 | 18 | 30 | -12 |
|  | 14.  | Illasi Olympia Domiro   | 22 | 30 | 4  | 14 | 12 | 16 | 30 | -14 |
|  | 15.  | Villatora               | 21 | 30 | 6  | 9  | 15 | 23 | 34 | -11 |
|  | 16.  | Euganea Teolo           | 11 | 30 | 3  | 5  | 22 | 11 | 57 | -46 |

Legenda:
      Promosso in Interregionale 1984-1985.
      Retrocesso in Prima Categoria 1984-1985.
Regolamento:
Due punti a vittoria, uno a pareggio, zero a sconfitta.
Pari merito in caso di pari punti.
Scontri diretti con classifica avulsa per definire la retrocedente in caso di due o più squadre a pari punti. Le due peggiori squadre della classifica avulsa disputano lo spareggio retrocessione. La migliore classificata si salva.

## Girone B

### Squadre partecipanti
| Club                         | Città                      |
| ---------------------------- | -------------------------- |
| A.C. Belluno Asfalti Merotto | Belluno (BL)               |
| A.C. Caerano                 | Caerano di San Marco (TV)  |
| A.S. Crea                    | Spinea (VE)                |
| U.S. Gheller Trevignano      | Trevignano (TV)            |
| S.P. Ge.Me.Az. S.Polo        | San Polo di Piave (TV)     |
| A.C. Julia                   | Concordia Sagittaria (VE)  |
| A.C. Liventina               | Motta di Livenza (TV)      |
| A.C. Luparense               | San Martino di Lupari (PD) |
| G.S. Martellago              | Martellago (VE)            |
| A.S. Montello                | Volpago del Montello (TV)  |
| U.S. Muranese                | Murano (VE)                |
| A.C. Pellizzari              | Vedelago (TV)              |
| A.C. Portogruaro             | Portogruaro (VE)           |
| A.C. Spinea                  | Spinea (VE)                |
| A.C. Tombolo                 | Tombolo (PD)               |
| U.S. Vittorio Veneto         | Vittorio Veneto (TV)       |

### Classifica finale
|  | Pos. | Squadra                 | Pt | G  | V  | N  | P  | GF | GS | DR  |
|  | ---- | ----------------------- | -- | -- | -- | -- | -- | -- | -- | --- |
|  | 1.   | Vittorio Veneto         | 43 | 30 | 16 | 11 | 3  | 37 | 12 | +25 |
|  | 2.   | Tombolo                 | 41 | 30 | 14 | 13 | 3  | 30 | 15 | +15 |
|  | 3.   | Portogruaro             | 38 | 30 | 12 | 14 | 4  | 35 | 15 | +20 |
|  | 4.   | Belluno Asfalti Merotto | 36 | 30 | 11 | 14 | 5  | 28 | 21 | +7  |
|  | 5.   | Gheller Trevignano      | 34 | 30 | 12 | 10 | 8  | 26 | 20 | +6  |
|  | 6.   | Pellizzari              | 32 | 30 | 10 | 12 | 8  | 29 | 20 | +9  |
|  | 7.   | Caerano                 | 29 | 30 | 8  | 13 | 9  | 29 | 26 | +3  |
|  | 7.   | Martellago              | 29 | 30 | 8  | 13 | 9  | 26 | 28 | -2  |
|  | 9.   | Julia                   | 27 | 30 | 10 | 7  | 13 | 23 | 29 | -6  |
|  | 10.  | Liventina               | 26 | 30 | 8  | 10 | 12 | 24 | 36 | -12 |
|  | 11.  | Ge.Me.Az. S.Polo        | 25 | 30 | 6  | 13 | 11 | 26 | 30 | -4  |
|  | 11.  | Montello                | 25 | 30 | 5  | 15 | 10 | 18 | 29 | -11 |
|  | 11.  | Crea                    | 25 | 30 | 7  | 11 | 12 | 23 | 37 | -14 |
|  | 14.  | Muranese                | 25 | 30 | 7  | 11 | 12 | 26 | 44 | -18 |
|  | 15.  | Luparense               | 24 | 30 | 7  | 10 | 13 | 23 | 28 | -5  |
|  | 16.  | Spinea                  | 21 | 30 | 5  | 11 | 14 | 19 | 32 | -13 |

Legenda:
      Promosso in Interregionale 1984-1985.
      Retrocesso in Prima Categoria 1984-1985.
Regolamento:
Due punti a vittoria, uno a pareggio, zero a sconfitta.
Pari merito in caso di pari punti.
Scontri diretti con classifica avulsa per definire la retrocedente in caso di due o più squadre a pari punti. Le due peggiori squadre della classifica avulsa disputano lo spareggio retrocessione. La migliore classificata si salva.